# Pina Lamara
Pina Lamara, all'anagrafe Giuseppina Lamara (Mugnano di Napoli, 17 settembre 1925 – Napoli, 16 dicembre 2012), è stata una cantante italiana.

## Biografia
Dopo aver esercitato la professione di maestra elementare, prende lezioni di canto e nel 1947 partecipa al concorso radiofonico L'ora del dilettante, classificandosi al primo posto e debuttando ai microfoni con le orchestre dirette dai maestri Gino Campese, Giuseppe Anepeta, Nello Segurini e Mario Vinci. Da questo momento inizia a trasmettere alla Radio, in particolare con l'Orchestra Anepeta.
Nel 1950 debutta nel cinema, partecipando alla pellicola di Armando Fizzarotti "Luna rossa".
Nel 1952 partecipa al Festival di Napoli con Lassame sunnà, presentata in abbinamento con Oscar Carboni, e 'A reggina d''e tarantelle, in coppia con Carla Boni.
L'anno seguente prende parte al Festival de la Chanson Italienne del Thèatre de l'Istitut St. Joseph di Parigi, con Tito Schipa, Enza Dorian e Nunzio Gallo. Nel 1954 partecipa al 2º Festival Nazionale della Canzone Dialettale di Catania con i brani 'A scemulella e Mariastella. Nello stesso anno prende parte, con Osvaldo Borzelli, Gabriele Vanorio; Maria Longo, Tina De Paolis e Aurelio Fierro, al 2º Festival della Canzone di Salerno.
Ritorna al Festival di Napoli nel 1956, con le canzoni Guardanno 'o mare, Pota po' e Peppeniello 'o trombettiere. Parte poi per una lunga tournée mondiale, ottenendo notevoli consensi soprattutto negli Stati Uniti.
L'anno successivo, sorprendendo tutti, lascia le scene e si ritira in convento.
Nel 1965, ovvero otto anni dopo, convinta dai suoi estimatori a riprendere l'attività, torna al Festival di Napoli con Notte senza fine in coppia con l'Equipe 84, e continua a cantare fino ai primi anni settanta.
Nel corso della sua carriera ha inciso dischi per le etichette Columbia, Cetra e Erreppì.

## Discografia parziale

### 78 giri
- 1950 – Stasera... e Napule/Bammenella d' 'o mercato (Cetra, DC 5162)
- 1950 – Surriento d' 'e nnammurata/'A canzone d' 'o Roccocò  (Cetra, DC 5163)
- 1952 – Dduie passe pa' Riviera/Sciasciarella (Cetra, DC 5553)
- 1952 – Munaciello 'e notte/Jammo belle (Cetra, DC 5554)
- 1952 – Voca guagliò/'O princepe indiano (Cetra, DC 5574; lato A canta Nino Nipote)
- 1952 – Li funtanelle/Tuppe... ttù (Cetra, DC 5575; lato A canta Nino Nipote)
- 1952 – 'A riggina d''e tarantelle/Sciummo (Cetra, DC 5576; lato B canta Nino Nipote)
- 1952 – Lassame sunnà/Maria è robba mia! (Cetra, DC 5577; lato B canta Nino Nipote)
- 1954 – Pulecenella/Tre rundinelle (Cetra, DC 6021; lato B canta Nino Nipote)
- 1954 – Bene inutile/Luna lunella (Columbia, CQ 2866)
- 1954 – So' chiacchiere/'O fummo d''o Vesuvio (Columbia, CQ 2867)
- 1954 – Tammurriata d'autunno/Albergo 'e ll'alleria (Columbia, CQ 2873)
- 1955 – 'A zetella/'O spicchitiello (Columbia, CQ 2918)
- 1955 – Vesuvianella/Cu a bona maniera (Columbia, CQ 2919)
- 1955 – Tarantella pe' napulitane/'O passapuorto 'e Napule (Columbia, CQ 2920)
- 1955 – 'E fravule/'A casarella (Columbia, CQ 3081)
- 1955 – 'A lattara/'Na bacchettella magica (Columbia, CQ 3083)
- 1955 – Nuttata 'e luna/Oggi, dimane e ... sempre (Columbia, CQ 3082)
- 1956 – Pota pò/Maggio senza rose (Columbia, CQ 3253; lato A in duetto con Franco Ricci; lato B canta con Franco Ricci)
- 1956 – Peppeniello 'o trumbettiere/Guardanno 'o mare (Columbia, CQ 3254)
- 1956 – Sciore 'e passione/Mangiateve 'o cocco (Columbia, CQ 3278)
- 1956 – Maria la spagnola/Chi è 'nnammurato 'e te (Columbia, CQ 3282)
- 1956 – Lucianella bella/Và marenà (Columbia, CQ 3312)
- 1956 – Straniero a Napule/'O mammome (Columbia, CQ 3321)
- 1957 – Cascatella/Nun è cosa (Columbia, CQ 3435)
- 1957 – Canzone 'e Napule/Viene int''a varca cu mme (Columbia, CQ 3436)
- 1957 – Maria Canaria/Zì Gennaro rock'n'roll (Columbia, CQ 3443)

### 45 giri
- 1955 – Tammurriata d'autunno/Albergo e l'alleria (Columbia, SCDQ 2051)
- 1965 – Notte senza fine/Vulesse 'nu favore (Errepi, RP 006)